# Mascarenerne
Mascarerenerne er en gruppe vulkanske øer øst for Madagaskar i det Indiske Ocean:
- Réunion
- Mauritius
- Rodrigues
- og nogen andre småøer — se listen under artiklen Mauritius

Mascarenerne blev opdaget af Pedro Mascarenhas i 1512. Den isolerede øgruppe har (eller havde) et stort antal endemiske dyre- og plantearter, deriblandt den uddøde dronte.
20°12′S 57°45′Ø / 20.2°S 57.75°Ø